# نوع قصير (دراما)
النوع القصير (بالإسبانية: Género chico)‏ هو نوع مسرحي موسيقي إسباني ظهر في منتصف القرن التاسع عشر ليعبر عن قطع صغيرة ذات موضوعات قليلة الأهمية. في ظل امتداد حفلات العروض التقليدية لفترات زمنية طويلة، اقترح في منتصف القرن التاسع عشر ثلاث من ممثلي المقهى المسرحي café-teatro- باييس Vallés وريكلمى Riquelme ولوخان Luján- فكرة طلب أعمال من المؤلفين تتسم بالشخصيات القليلة والديكور الواحد ولمدة زمنية تستغرق أقل من ساعة. وقد جرت العادة على البيع بالمناداة في شوارع مدريد باستخدام عبارة «بريال القطعة!» لهذا النوع من الأعمال، وبدأوا في كسب ريال للدخول. وحقق هذا النوع المبتكر نجاحًا كبيرًا، فانتقل من صالة عرض إلريكريو ومسرح باريدادس، في الوقت الذي استخدم فيه مسرحان جديدان، مارتين وصالون إسلابا هذا النموذج أو الشكل المسرحي الجديد. وينتمي جزء كبير من النوع القصير إلى النوع المهتم أو المختص بوصف العادات والتقاليد. وكانت مسارح باريدادس وريكوليتوس وفيليب وبالأخص أبولو بمدريد تختص بهذا النوع من العروض المسرحية. ويضم النوع القصير، الذي ازدهر في الفترة ما بين النصف الثاني من القرن التاسع عشر والنصف الأول من القرن العشرين، الأنواع الآتية: الاستعراض الغنائي الكوميدي أو الاستعراض الكلاسيكي والكوميديا الغنائية والمهزلة الشعبية والأوبريت الغنائي والميلودراما المضغوطة والمهزلة الشعبية الأندلسية ذات الفصل الواحد والمحاكاة الساخرة.